# Build-to-Order
Build-to-Order (engl. build to order für „Fertigung nach Auftrag“, abgekürzt BTO; seltener auch built to order für „gebaut auf Bestellung“) oder Make-to-Order (MTO) ist eine strategisch-operative Vorgehensweise von Unternehmen. Ein Produkt wird dabei erst nach der Bestellung des Kunden hergestellt. Das Gegenstück ist die Lagerfertigung (engl. build to stock (BTS)).
Bei vielen Produkten der klassischen Auftragsfertigung ist BTO keine Strategie, sondern eine Eigenschaft des Produkts: diese Produkte können erst gefertigt werden, wenn der Kundenwunsch erfasst ist und das Endprodukt entsprechen der Vorgaben auskonstruiert wurde.
In der Praxis trifft man häufig eine Kombination aus Lagerfertigung und Auftragsfertigung. So werden in der Automobilindustrie sowohl Fahrzeuge auf Lager gefertigt, die beim Händler stehen und sofort mitgenommen werden können, als auch Fahrzeuge, die ausschließlich nach Kundenwunsch, d. h. entsprechend der jeweiligen Konfiguration des Kunden, gefertigt werden. Hier muss der Kunde eine bestimmte Lieferzeit in Kauf nehmen, bevor er „sein“ Fahrzeug übernehmen kann.
Beispielsweise bieten einige Computerhersteller Grundmodelle (z. B. Barebones) an, die der Kunde dann im Baukastenprinzip nach individuellem Wunsch mit unterschiedlichen Prozessoren, Festplatten, Speicherbausteinen, Laufwerken, Grafikkarten u. a. ausstatten kann. Das Endprodukt wird also vom Kunden in den Details definiert und erst nach Auftragserteilung in der gewünschten Konfiguration gefertigt.
Die Lieferanten des jeweiligen Unternehmens behalten dabei die Komponenten und Lieferteile meist so lange, bis diese benötigt werden. Die benötigten Teile werden erst nach konkreter Bestellung eines Kunden beim Lieferanten abgerufen. Der Lieferant führt daher ein Auslieferungslager, um Teile schnell (zum Beispiel innerhalb einer Stunde) der Produktion des Unternehmens zuführen zu können. Dafür müssen Nachfrageprognosen zwischen Unternehmen und Lieferant ausgetauscht und erhoben werden, da der Lieferant in der Pflicht steht, seine Planung und Lagerung zu koordinieren.
Bei der Just-in-time-Produktion oder der Just-in-sequence-Produktion wird jedoch kein Auslieferungslager beim Lieferanten benötigt, weil dieser ebenfalls erst nach der Kundenbestellung fertigt und die Teile, Baugruppen oder Module termin- bzw. sequenzgerecht beim Hersteller des Endproduktes anliefert.

## Kundenauftrags-Entkopplungspunkt
Die Herstellung komplexer Erzeugnisse, die sich aus vielen Baugruppen und Unterbaugruppen zusammensetzen, benötigt oftmals lange Fertigungs- und Durchlaufzeiten; dies gilt ebenso für einige Baugruppen und Teile, deren Fertigungs- oder Beschaffungszeit oftmals sehr lange dauert. Würde man alle Fertigungs- und Beschaffungsprozesse erst starten, wenn ein konkreter Kundenauftrag vorliegt, dann würde die gesamte Auftragsdurchlaufzeit sehr lange und in vielen Fällen für den Kunden sogar zu lange dauern. Daher wird ein bestimmter Fertigungsumfang bereits vorgefertigt, ohne dass ein bestimmter Kundenauftrag vorliegt. Dadurch wird die Auftragsdurchlaufzeit stark verkürzt ohne Lagerbestände an Endprodukten aufzubauen. Die Stelle im Prozess bis zu der kundenanonym gefertigt wird nennt man auch Entkopplungspunkt. Insofern wird streng genommen erst ab dem Entkopplungspunkt nach dem BTO-Prinzip gefertigt. Welche Stelle als Entkopplungspunkt geeignet ist, lässt sich nicht allgemein beantworten, sondern muss für jedes Produkt neu bestimmt werden. In der Automobilindustrie wird als Entkopplungspunkt oft eine Stelle im Karosserierohbau gewählt, die auch Taufpunkt genannt wird, weil hier die Zuordnung des Kundenauftrags zu einer konkreten Karosserie erfolgt.

## Vorteile
Vorteile von BTO-Produktionen sind neben dem schnellen Finanzfluss aller Beteiligten:
- für Hersteller
  - direkter Kundenkontakt und genaue Kenntnis tatsächlich benötigter Produkte
  - Verzicht auf Zwischenhändler (Kunde bestellt direkt beim Hersteller), höhere Wertschöpfung
  - kein bzw. geringer Bedarf an Auffüllbeständen/kurze Verweilzeiten im Lager, wodurch die Lagerkosten niedrig gehalten werden
  - kein Preisverfall durch Ladenhüterproduktion wie bei reiner Serienfertigung möglich
  - schnelle Reaktion auf geänderte Marktbedingungen
- für Kunden
  - Ware nach Wunsch statt reiner Massenproduktion
  - neuere Einbauteile (Einsatz jeweils neuester Technologie)
  - direkter Kontakt zum Hersteller (eventuell Onlinesupport)

## Nachteile
- hohe Fixkosten aufgrund von Leerkapazitäten
- schwankende Auslastung der Kapazitäten
- optimale Bestellmenge oder Losgröße kann schwer bestimmt werden
- hohe Beschaffungskosten, da ggf. Skaleneffekte nicht genutzt werden können
- lange Lieferzeiten zum Kunden, da das Produkt nicht auf Vorrat gehalten wird

## Anwendung und Verbreitung
In vielen Industriezweigen wie der Automobil-, Elektronik- oder Möbelindustrie, hat sich in den letzten Jahren die Tendenz verstärkt, möglichst viele Produkte nach Kundenauftrag zu fertigen, nicht nur um die Lagerkosten zu senken, sondern auch, um die Gefahr zu reduzieren, auf bereits gefertigten Teilen „sitzen zu bleiben“. Solche Lagerprodukte können dann nur noch durch hohe Preisnachlässe und günstige Finanzierungen verkauft werden, was den Gewinn entsprechend schmälert. Ein Beispiel dafür ist die Finanz- und Automobilkrise 2008/2009 in den USA, wo die amerikanischen Hersteller zunächst weiter produziert haben, obwohl der Verkauf bereits zurückging, und anschließend ihre Fahrzeuge zu niedrigen Preisen verkaufen mussten.
Ein weiterer Grund für BTO liegt auch in der zunehmenden Variantenvielfalt und dem Wunsch der Kunden nach einem individuellen Produkt, wie dies in der Automobilindustrie zu sehen ist. Um die Kosten dennoch im Griff zu behalten, wird versucht, die vom Kunden bestellte Produktvariante erst möglichst spät, also am Ende der Produktionskette in der Vor- und Endmontage, aus bereits vorgefertigten Einzelteilen oder Baugruppen herzustellen. Hier spielt der Entkopplungspunkt eine wichtige Rolle; dieser gibt an, bis wann kundenanonym und ab wann kundenbezogen produziert wird.